# Język tulehu
Język tulehu, także souw amana teru („język trzech wsi”) – język austronezyjski używany w prowincji Moluki w Indonezji, w czterech wsiach na północno-wschodnim wybrzeżu wyspy Ambon.
Według danych z 1987 roku posługuje się nim blisko 19 tys. osób. Każda ze wsi ma swój własny dialekt: tulehu, liang, tengah-tengah, tial.
Należy do grupy kilku języków wyspy Ambon, które nie zostały całkowicie wyparte przez lokalny malajski. Według Ethnologue jego znajomość jest w zaniku, komunikują się w nim wyłącznie osoby dorosłe. W chrześcijańskiej wsi Waai wyszedł z powszechnego użycia i zachował się jedynie jako język rytualny.
Jest bliski leksykalnie językowi hitu.